# Union Cane
Union Cane est un personnage de la saga cinématographique Rocky ; c’est un boxeur du New Jersey. Il est interprété par Michael Williams (en) dans Rocky 5, l’acteur étant lui-même boxeur professionnel, tout comme Tommy Morrison qui a interprété Tommy Gunn.

## Histoire du personnage
Union Cane est un personnage relativement arrogant. Ce boxeur appartient à « l’écurie » de George Washington Duke (en). Cane tient un rôle relativement secondaire dans le film, ses apparitions sont limitées.
La première a lieu lors d’une conférence de presse : elle se tient alors que Rocky revient tout juste d’URSS où il vient d’affronter Ivan Drago. C’est à cette conférence que George Washington Duke, organisateur et manageur, se présente avec son poulain Union Cane. Rocky ne s’est pas encore remit de son combat à Moscou que Cane le provoque déjà : « Je veux te déposséder de ton titre, Balboa ! »
Union se croit assez fort pour pouvoir battre Balboa, ce qui prouve bien une certaine arrogance du personnage et une surestimation de ses capacités sur le ring. Cane sera néanmoins champion du monde de boxe (on ne sait comment). Son règne ne sera pas long : il sera battu en un round par Tommy Gunn, jeune boxeur que Rocky, à la retraite, a accepté d’entraîner. 
Après cette victoire, Gunn ne sera pas considéré comme champion légitime, les critiques considérant pour la plupart Cane, comme un « champion de papier ».